# 李鑫 (主播)
李鑫（1991年2月14日—，綽號冷小莫），中国大陆网络播客，2013年开始直播游戏《英雄联盟》，2015年加盟战旗TV，因在中国大陆首次对外教学放逐之刃而知名。

## 争议
- 2014年，一个自称为赞助商的人，发帖称冷小莫的2013年“QA光速锐雯”视频是别人代打的，并公开相关QQ聊天记录截图，冷小莫发表微博称自己被同行抹黑，并公开自己QQ被盗记录。[3]
- 2014年7月，冷小莫使用收徒赚钱，有网友称其只有电五（即电信五区，皮尔特沃夫区）钻石5水平并使用类似传销的手段。[4]后冷小莫称其被勒索，有人密聊要他给15万，称这样就可以删除抹黑他的帖子[5]。
- 2015年1月，主播小智称冷小莫的优酷主页上网店名字为小智冷小莫外设店和小智冷小莫零食店，而冷小莫开店时未通知他。其后冷小漠回应称其去年修改零食店的域名，并称他的零食店没什么生意所以没有进行管理。[6][7]